# 葉方藹
葉方藹（1629年—1682年），字子吉，號訒庵，江南崑山縣（今昆山市）人，清朝官员。

## 生平
與徐元文同鄉，順治十六年（1659年）同榜進士，元文中狀元，方靄為探花。授翰林院编修。
順治十八年（1661年）清廷藉口“抗糧”，發生“江南奏銷案”，葉方藹被奸人徐甯宇告發，少繳了白銀一釐，即一枚銅錢，即被降官，改授管理皇庄饲养禽畜户的副职上林苑蕃育署丞。民間有「探花不值一文錢」的說法。葉方藹为此疏陈：“臣名下三斗七升五合官田三顷二十九亩六分零八厘六毫，计银四十四两六分零。及取家中完银印票，共完过四十六两一钱五分五厘，已完透无欠。不意奸书徐宁宇朦开欠银一厘。夫一厘之银，即今制钱一文。岂有四十余两之银悉已完纳，独欠一厘，以干降处？乞细加查核诬陷。” 

### 履歷[3]
順治十六年（1659年）同榜進士，中探花。授翰林院编修。
順治十八年（1661年）被降职，改授上林苑蕃育署丞（管理皇庄饲养禽畜户的副职）。
康熙十二年（1672年）日講起居注官。
康熙十四年（1674年）遷國子監司業，再遷侍講。
康熙十七年（1678年）朝議撰修《明史》，特開博學鴻詞科，葉方靄、張玉書任總裁。
康熙二十年（1681年）任刑部右侍郎。
康熙二十一年（1682年）病卒。

## 著作
有《讀書齋偶存稿》4卷; 太極圖論》，《孔氏志》8卷，《葉文敏公集》12卷，與庫勒納合撰《乾坤二卦總論》。另有《觚齋集》等。

## 延伸阅读
[在维基数据编辑]
 《清史稿/卷273》
 《清史稿/卷266》，出自趙爾巽《清史稿》